# CrunchBang Linux
CrunchBang Linux was een lichtgewicht Linuxdistributie gebaseerd op Debian. Opvallend aan CrunchBang was het gebruik van de windowmanager Openbox, zonder een bijbehorende desktopomgeving te gebruiken. CrunchBang had lage systeemeisen waardoor het geschikt was voor oudere hardware met minder prestaties. Na het downloaden van het ISO-bestand kon er een live-cd worden gemaakt, waarna de distributie vanuit de live-omgeving geprobeerd en geïnstalleerd kon worden.
Op 6 februari 2015 kondigde ontwikkelaar Philip Newborough aan dat hij stopte met de ontwikkeling van CrunchBang. Newborough gaf als reden op dat hij CrunchBang geen meerwaarde meer vond hebben en dat voortzetting van het project om sentimentele redenen niet goed zou zijn voor de gebruikers. Verschillende gebruikers zijn vervolgens eigen distributies gaan ontwikkelen; BunsenLabs, CrunchBang++ en CrunchBang-Monara. De domeinnaam van CrunchBang verwees korte tijd door naar de website van BunsenLabs.

## Functionaliteit
Standaard was CrunchBang voorzien van diverse softwarepakketten die niet onder de GPL vallen. Hierdoor konden vanaf de cd onder meer multimediabestanden worden afgespeeld. Om de prestaties te maximaliseren, waren diverse modules geoptimaliseerd en werden standaardpakketten gekozen met lage systeemeisen:
- Thunar
- AbiWord en Gnumeric
- Openbox zonder GNOME (normaal gezien wordt een windowmanager niet zonder een desktopomgeving gebruikt)

CrunchBang hanteerde ook een ander GTK-thema, pictogrammenverzameling en standaardachtergrond. Conky werd als informatiehulpmiddel gebruikt. Na installatie gaf Conky de sneltoetsen weer die gebruikt konden worden in CrunchBang. Omdat CrunchBang initieel gebaseerd was op Ubuntu en later op Debian, kon verder worden geput uit de pakketten die voor Ubuntu en later dus Debian beschikbaar zijn.

## Versies
CrunchBang werd aangeboden in een 32- en een 64-bit versie. De 32-bit versie was verder opgesplitst in twee versies, waarvan het verschil hem zat in de ondersteuning van PAE.